# イノシトール-4-メチルトランスフェラーゼ
イノシトール-4-メチルトランスフェラーゼ(Inositol 4-methyltransferase、EC 2.1.1.129)は、以下の化学反応を触媒する酵素である。
S-アデノシル-L-メチオニン + ミオイノシトール {\displaystyle \rightleftharpoons } S-アデノシル-L-ホモシステイン + 1D-4-O-メチル-ミオイノシトール
従って、基質はS-アデノシルメチオニンとミオイノシトールの2つ、生成物はS-アデノシル-L-ホモシステインと1D-4-O-メチル-ミオイノシトールの2つである。
この酵素は、転移酵素、特にメチル基を転移するメチルトランスフェラーゼに分類される。系統名は、S-アデノシル-L-メチオニン:1D-ミオイノシトール　4-O-メチルトランスフェラーゼ(S-adenosyl-L-methionine:1D-myo-inositol 4-O-methyltransferase)である。